# Saint-Léger-sous-Beuvray
Saint-Léger-sous-Beuvray település Franciaországban, Saône-et-Loire megyében. Lakosainak száma 371 fő (2022. január 1.). Saint-Léger-sous-Beuvray Laizy, Glux-en-Glenne, Larochemillay, Poil, La Comelle, La Grande-Verrière és Saint-Prix községekkel határos.

## Népesség
A település népessége az elmúlt években az alábbi módon változott:
| Lakosok száma | 403  | 391  | 395  | 380  | 375  | 374  | 373  | 372  | 371  |
|               | 2013 | 2015 | 2016 | 2017 | 2018 | 2019 | 2020 | 2021 | 2022 |